# Ivan Kozarac
Ivan Kozarac (Vinkovci, 8. veljače 1885. – Vinkovci, 16. studenog 1910.), hrvatski književnik, romanopisac, pisac pripovjedaka i pjesnik.

## Životopis
Ivan Kozarac rođen je u Vinkovcima, 8. veljače 1885. godine. Potječe iz seljačke obitelji oca Nikole i majke Stane. Upisuje se u gimnaziju, ali uspijeva završiti samo dva razreda. Kao trinaestogodišnjak, želeći izbjeći obiteljsko siromaštvo, zapošljava se kao pisarski vježbenik u Kotarskom sudu u Vinkovcima.
Od 1900. do 1906. godine, radi kao pisar u odvjetničkoj kancelariji Levina Plemića. U književnosti se javlja 1902. godine kada objavljuje svoju prvu pjesmu Slavjanstvu te prvu crticu Slijepac. Postaje politički aktivan u Hrvatskoj pučkoj naprednoj stranci. Godine 1903., Ivan je obolio od tada neizlječive tuberkuloze. 1906. godine je objavio svoju prvu i jedinu knjigu za života - Slavonska krv. Ostale njegove knjige su mu bile izdane tek nakon njegove smrti 1911. godine. Unatoč teškom zdravstvenom stanju, nije bio oslobađaju vojne službe te 1907. godine odlazi u vojsku (prvo u Petrovaradin, a potom u Karlovac). 1909. godine vraća se iz vojske u rodni grad, ali u jesen iste godine odlazi u Zagreb gdje je zaposlen kao poslovođa Nakladnog fonda Društva hrvatskih književnika i Društva hrvatskih redatelja. Godine 1910. objavljuje pjesmu Milovo sam, koju je posvetio Mariji Kozarac, udanoj Guttman u koju je Kozarac bio zaljubljen, no kako su bili u krvnom srodstvu ta ljubav nije bila moguća. Njih dvoje se još nazivaju i šokačkim Romeom i Julijom, a 2016. je otkriven spomenik posvećen njima.
U ljeto, 1910. godine književnik i liječnik Milivoj Dežman upućuje ga na liječenje u Brestovac. Međutim, Ivan se već u rujnu neizliječen vraća u Vinkovce gdje samo dva mjeseca nakon povratka, umire u 25. godini života. Pokopan je 18. studenog, na groblju sv. Marije Magdalene u Vinkovcima. Godine 1911. postumno su objavljene Pjesme u Splitu, Izabrane pripovijetke u Vinkovcima i roman Đuka Begović u Zagrebu. Potpisivao se pod sljedećim pseudonimima: I. K. Vinkovčanin, Ivan Nikolajević Matski, Ivan K. Kerepov, I. K. Kerepov, Kerepov, I. K., Olgin, I. K. Obren, Obren, Novus, Vanja Kosan, V-a K-n, K-n, Vanja, V-nja, V-a i Va.
Djela su mu prevedena na češki, poljski i slovenski jezik. Za života je napisao oko 60 pjesama, oko 40 crtica i novela, roman i autobiografiju. Veliku zaslugu za tiskanje njegovih djela ima Dragutin Tadijanović. Njemu u čast se u Vinkovcima održava manifestacija Dani Josipa i Ivana Kozarca.

## Stil
Kozarac je bio izraziti pripovjedač sela i života Šokadije. Reagira na sve društvene pojave u životu Slavonskog sela u doba nestanka Vojne krajine kad se u Slavoniji snažno rasplamsavala želja za slobodom. Ivan mnogo piše o ženskoj pokvarenosti, kinđurenju i pomodarstvu. Zauzima i kritičan stav prema Crkvi, raspusnom životu nekih svećenika i lažnom bogomoljstvu. Njegova ljubav prema rodnoj Slavoniji izbija iz svakog njegovog djela. U njegovim romanima i pjesmama najviše dolazi do izražaja opis slavonskog pejzaža. Najistaknutiji motivi njegovog stvaralaštva bili su ljubav i sloboda. Zbog svog iznimnog pripovjedačkog talenta i zanimanja za likove, zaslužio je jedno od najznačajnijih mjesta među prozaicima svojeg vremena.
Prve pjesme bile su mu izrazito oponašateljske i diktantske. Ivan Kozarac, čovjek gotovo bez škole, pisao je pretežito pučkim
jezikom, gotovo razgovornim stilom, štokavskom ikavicom. Njegova djela prepuna su turcizama i mađarizama. Nije stilski uglađen, s pravilima književnog standarda, ali je živ, slikovit i ritmičan. Kozarac je bio pisac skladnih rečenica u kojima isprepliće ritmove svakidašnjice s karnevalskim stanjima.
Roman Đuka Begović predstavlja vrhunac Ivanovog pripovijedanja. Prepun je slavonizama, tuđica i onomatopejskih riječi. Osjeća se
i utjecaj "vojničkog rječnika". Tu je Kozarac postigao ispreplitanje govornog jezika, a jezikom i ritmom slavonskog bećarca. On opisuje
tradicije u Slavoniji te roman možemo usporediti s dokumentom. 

## Vanjske poveznice
|  | Wikizvor ima izvorni tekst Đuka Begović |